# Chevrolet Monza

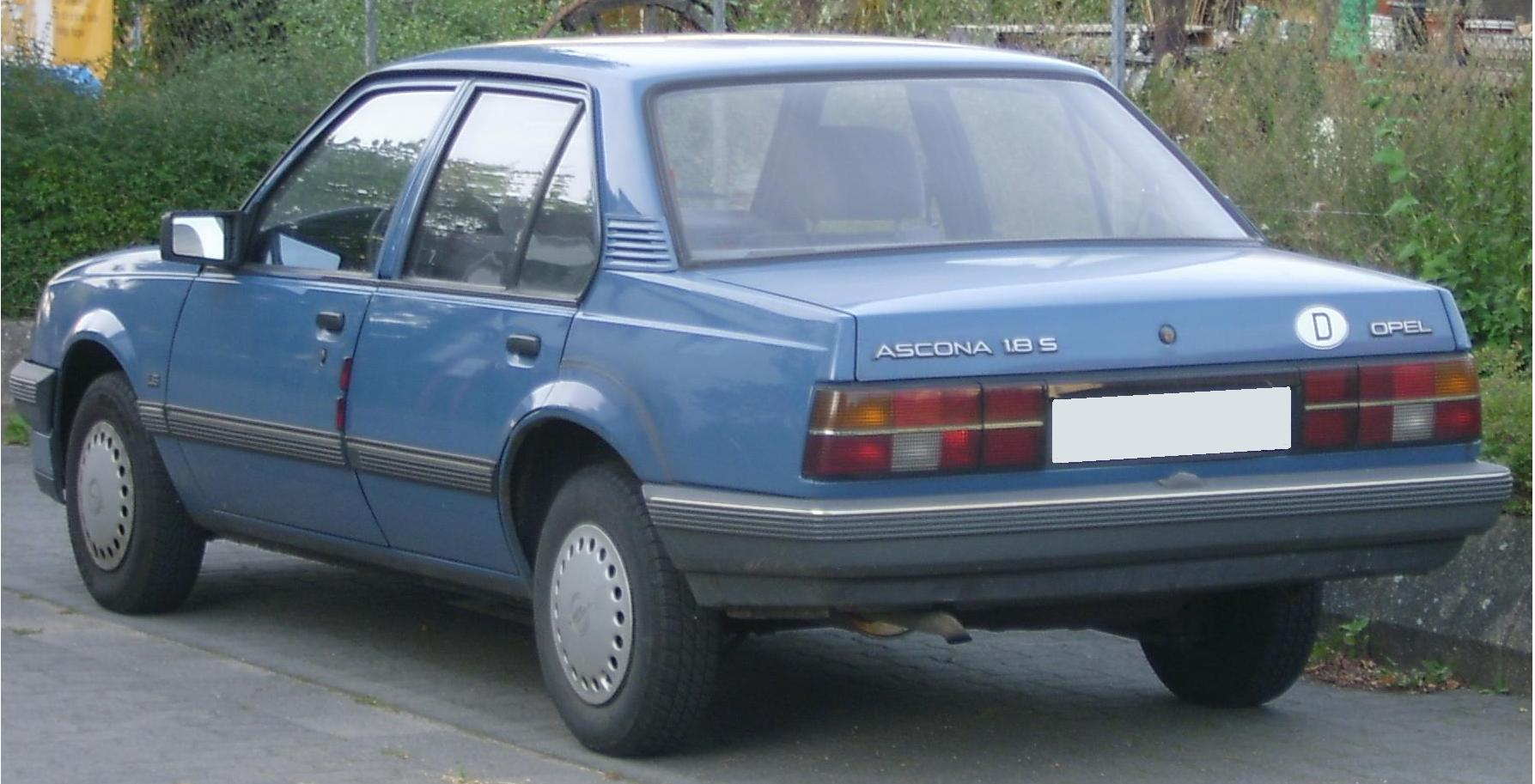
El Ascona, auto en que se basó para la creación del Monza

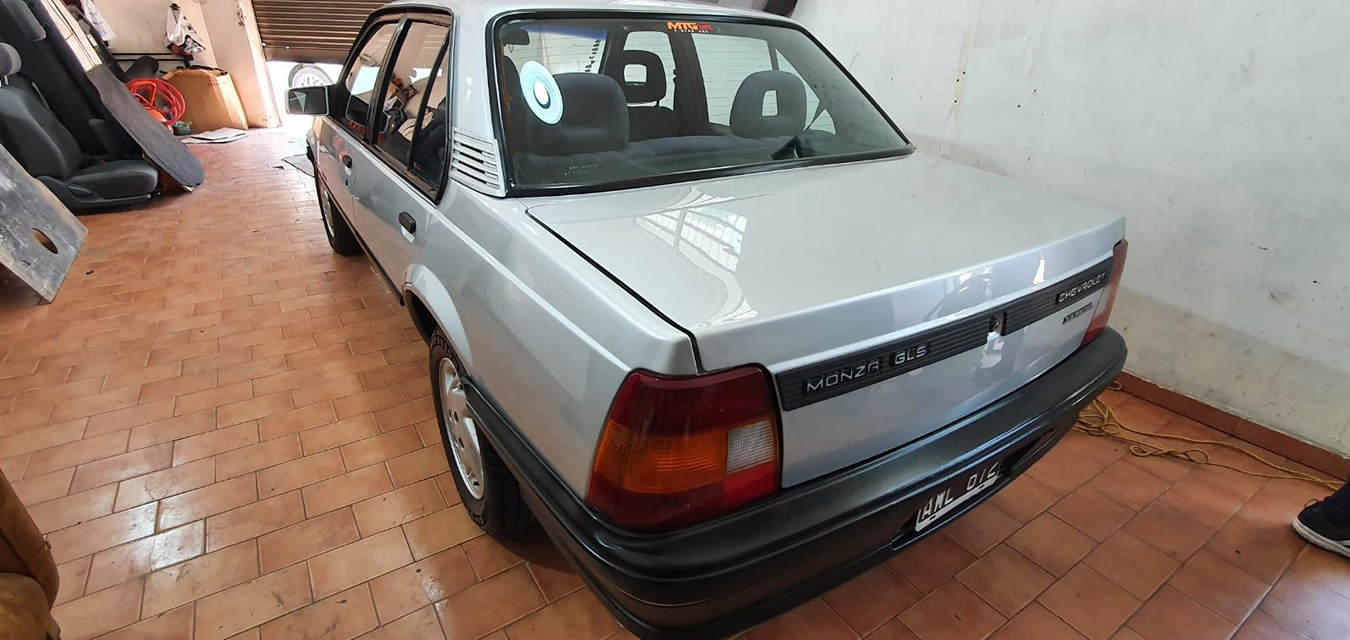
Chevrolet Monza GLS 2.0 EFI 1996 en Argentina

El Chevrolet Monza fue un automóvil de turismo del segmento D, fabricado por la firma norteamericana General Motors, a través de su subsidiaria de Brasil, para la marca Chevrolet. Se trata de un automóvil mediano grande, basado en la tercera generación del modelo Opel Ascona alemán que fuera presentado en 1980 en Europa. Presentaba dos tipos de carrozados: Sedán de 4 puertas, y Coupé de 2 puertas. Se había planeado la producción de un tercer carrozado siendo este un Station Wagon de cuatro puertas, sin embargo el proyecto no prosperó.
El automóvil fue presentado en el año 1982, siendo presentada primeramente su versión hatchback, sumándose la berlina de cuatro puertas en 1983. Durante el paso de su producción, fueron desarrolladas versiones cabriolet por parte de constructores locales, manteniendo su mecánica original. Su comercialización abarcó todo el territorio del Mercosur, además de Colombia (donde lo ensambló GM Colmotores) y Venezuela (donde la predominó la carrocería sedán, excepto en el modelo S/R, el cual era de carrocería hatchback y denominó Monza Hatch).  
Su producción finalizó en el año 1996, tres años después del lanzamiento de su sucesor natural, el Chevrolet Vectra. Gracias a su éxito en ventas durante sus 14 años de producción y a su menor tamaño respecto al Vectra, fue factible que la producción del Monza resista tres años más luego del lanzamiento de su reemplazante.
Dentro del escalafón de modelos, el Monza se ubicaba por debajo del Chevrolet Opala, pero por encima de modelos como el Chevette y el Kadett, aunque era algo más pequeño que su sucesor el Vectra. Este detalle, le permitía a General Motors ofrecer al Monza en Argentina, dentro de la franja que ocupaba el Kadett, modelo que más tarde sería reemplazado por el Chevrolet Astra en todo el Mercosur.
Fue el último de los automóviles del «tipo J».

## Toponimia
Aunque hace referencia a la ciudad italiana de Monza, el verdadero motivo de su denominación es que en español y portugués la palabra Ascona remite a significados asociativos de asco y disgusto. Por ese motivo se tomó el Opel Senator, más precisamente de su versión coupé fastback Monza, el nombre que desde entonces lo acompañó.

## Historia

### Generaciones

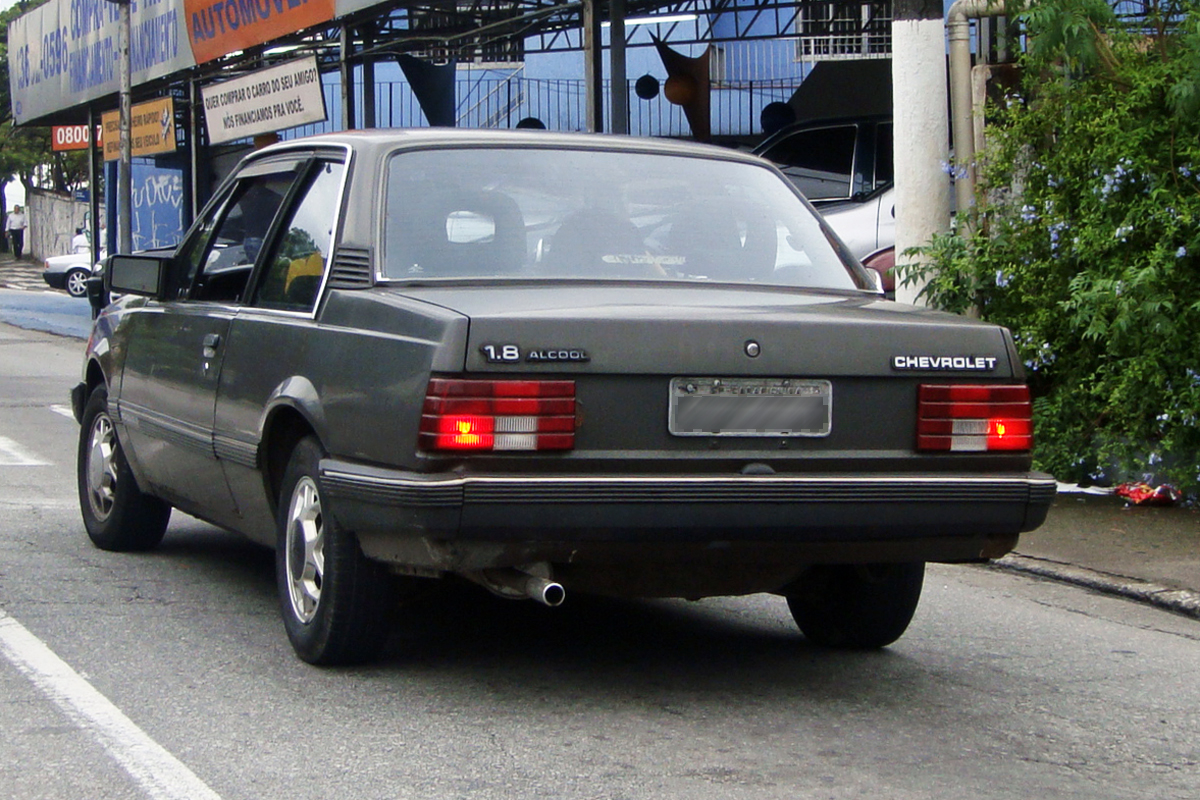
Monza con las luces de freno encendidas

En 1981, el fabricante alemán de automóviles Opel toma una importante determinación al lanzar una nueva versión de su berlina de representación, el Opel Ascona. La decisión se basa en la presentación de un Ascona completamente nuevo, que nada guardaba respecto de su antecesor. Una de sus características más novedosas, fue la incorporación de la tracción delantera en lugar de la trasera, dando el puntapié inicial a una profunda renovación en la mecánica de sus vehículos.
Este automóvil fue tomado en Brasil para el desarrollo de un nuevo proyecto de automóvil que reúna las condiciones de un semideportivo, es decir combinando las características de un coche deportivo y el confort de un automóvil de lujo. Fue de esta forma que en 1982, fue lanzado en Brasil el nuevo Chevrolet Monza, un coche que a lo largo de sus 14 años de vida, lideraría un segmento estratégico dentro del mercado automotor.
A pesar de sus años de existencia, el Monza solo presentó una sola generación de carrozados, la cual dependiendo del año, fue recibiendo diferentes tipos de mejoras tanto estéticas como mecánicas. Su gama de carrozados, estaba integrada por una coupé fastback, que fue el modelo con el que se había presentado el coche, una coupé sedán lanzado en 1984 y un sedán cuatro puertas. Al mismo tiempo, General Motors do Brasil tenía proyectada la producción de una versión familiar, la cual finalmente se vería cancelada por los costos que insumían su producción. 
Una de las particularidades presentadas por Chevrolet en su modelo Monza fue la Coupé fastback de tres puertas, ya que esta fue toda una novedad respecto al alemán Opel Ascona, ya que este coche presentaba también una versión fastback, pero de cinco puertas, dado que la gama Ascona se complementaba (como lo hiciera en toda su historia) con el modelo Opel Manta una coupé deportiva que fuera el último automóvil mediano de Opel en incorporar tracción trasera, antes de la aparición del Opel Omega. Esta versión coupé del Monza, fue desarrollada íntegramente en Brasil y fue diseñada de acuerdo a los gustos del consumidor brasileño, que en ese entonces se interesaba por unidades de dos puertas.
El coche recibió distintas mejoras a lo largo de su producción, pero en 1991 se dio la última versión que perduró hasta el final de la carrera del Monza en 1996. La trompa quedó más larga y agresiva que le dio gran performance aerodinámica, sus ruedas ahora eran r 14 185/65, el baúl se estiró a 565 litro y quedó a más altura para mayor comodidad, obtuvo nuevas parrillas, ópticas más modernas y paragolpes mejorados. La gran mejora en su mecánica fue la introducción de sus motores 2.0 con inyección electrónica de combustible (EFI en sus siglas en inglés), A pesar del avance la inyección fue monopunto. La excepción fue la versión Classic, única con multipunto.

## Versiones
- Classic
- SL: super luxe
- SL/E: super luxe especial
- GLS: general line super. Cuando se volvió una de las 2 últimas versiones del auto; en el año final, junto con la GL, recibió mejoras que lo volvieron prácticamente una edición especial en sí misma
- GL: general line: Cuando se volvió una de las 2 últimas versiones del auto; en el año final, junto con la GLS, recibió mejoras que lo volvieron prácticamente una edición especial en sí misma

### Ediciones especiales
- Barcelona: en honor a los juegos olímpicos
- 650: en honor a las 650.000 unidades fabricadas
- Club: como mérito a su excelencia como auto
- EF 500: En homenaje a la victoria de Emerson Fittipaldi en las 500 millas de Indianápolis de 1989.